# Кумис
Кумис (рус. кумыс) је ферментисано пиће које се добија из кобиљег млека, као резултат дејства млечне киселине и алкохолне ферментације помоћу ацидофилних штапића и квасца млечне киселине. Пиће је пенушаво, беличасте боје, укус је киселкасто-сладак. То је широко распрострањено пиће, у свакодневном животу, међу становницима Киргистана, Казахстана, Монголије, као и турских и монголских региона Русије.
У зависности од састава, трајања ферментације и услова, кумис се разликује. Користи се за одржавање будности, али понекад, напротив, делује умирујуће, па доводи и до поспаности.

## Историја
По први пут, кумис се помиње код номадска племена Централне Азије и Монголије. Најранији трагови кумиса одговарају енеолитику (пре 5500. година). У Сусамирској долини, поред осталих доказа о узгоју коња, пронађене су кожне врећице козјих кожа са траговима кобиљег млека, које су могуће ферментисане као кумис. Начин спремања кумиса чувао се у тајности вековима. . 
Једно од првих помињања кумиса може се наћи у списима древног грчког историчара Херодота (484.-424. пне), који је, описујући живот скита, рекао да су имали омиљено пиће припремљено чувањем кобиљег млека у дубоким дрвеним кадама. Према Херодоту, скити су се толико плашили “цурења информација” о кумису да су ослепели све робове који су знали како да га припреме. .
Спомињање кумиса може се наћи у древној руској Ипатијевој хроници. Француски монах и мисионар из 13. века, Гијом де Рубрук, који је говорио о свом путовању у Тартарију 1253. године, први пут је детаљно описао припрему, укус и ефекат кумиса, не сасвим у праву, али допуштајући да добијемо неку идеју о пићу.

## Састав и својства
Током ферментације кумиса, протеин се претвара у лако сварљиве супстанце, а млечни шећер се претвара у млечну киселину, етилни алкохол, угљеничну киселину и низ ароматичних супстанци. Све ово ствара високу нутритивну вредност кумиса, лаку сварљивост, пријатан укус и мирис.
Обично кумис садржи од 0,2% до 2,5% етанола. Снажни природни кумис (само од млека кобиле) може садржавати до 4,5% алкохола. Киселост: 60-120° Т. Постоји казахстански начин израде посебно јаког кумиса са садржајем алкохола већим од 40% (такозвани асау кумисс- необуздани кумис или насилни кумис. 
Садржај витамина у кумису мкг/л
- Тиамин (Б1) 203.4
- Рибофлавин (Б2) 375.0
- Б12 2.1
- Пантотенска киселина 2010.0
- Фолна киселина 265.0
- Биотин 1.2
- Витамин Ц 93.2

Кумис се добија ферментисањем млека бактеријама млечне киселине и квасца, који синтетишу витамине Ц и Б, формирају алкохол, слободно емитују угљеничну киселину, што кумису даје карактер освежавајућег газираног пића. Због дејства микроорганизама, кумис протеини су углавном у раствореном или полуотапљеном стању, а нерастворени протеини су у облику најмањих пахуљица.
Кумис има изражену антимикробну активност због присуства антибиотика које производе микроорганизми током ферментације, има значајну нутритивну вредност и може стимулисати биолошке процесе у организму. Због присуства алкохола, угљене киселине и млечне киселине, кумис стимулише активност желудачаних жлезда и побољшава варење. Кумис антибиотици повећавају отпорност организма на инфекције, а бактерије млечне киселине стварају благотворну интестиналну микрофлору организма и потискују у њој гњиле процесе који доводе до само-тровања организма.
Када се кумис конзумира, апетит, секреција желучаног сока и апсорпција хране значајно се побољшају, повећава се сварљивост протеина и масти, а повећава тежина. Кумис је у стању да замени хлороводоничну киселину у одређеној мери својим недостатком гастричног садржаја. Кумис третман се широко користи у лечењу неких облика туберкулозе, као и губитак апетита после тешких, исцрпљујућих болести, анемије, желучаних тегоба, за обнављање нормалне цревне микрофлоре.

## Медицинска својства
Кумис се користи за превенцију туберкулозе. Већ крајем 19. века, Н. Голубов је први у својој докторској дисертацији истакао да бактерије млечне киселине које се налазе у кумису могу имати два облика: Бацтерим и Бацилус; Покушао је да објасни ефекат кумиса са становишта станичне патологије, указујући да је ћелијски метаболизам појачан под утицајем велике количине кумиса који садржи, у свом оптималном облику за варење, много угљен-диоксида, млечне киселине, алкохола и протеина. Кумис делује стимулативно на варење, крв и циркулацију крви.
Кумис садржи велику количину сварљивих хранљивих материја, до 95%. Међу њима су витамини (А, Е, Ц, група Б), минерали (гвожђе, јод, бакар), масти и живе бактерије млечне киселине.
Корисна својства оумиса истраживао је Н. В. Постников 1858. године, а на основу његових научних радова отворена су лечилишта и створене су основне технике за лечење различитих болести помоћу кумиса.
Кумис је засићен антибиотским супстанцама које негативно утичу на виталну активност туберкулозе, тифуса и дизентерије. Ферментисане млечне бактерије повољно утичу на рад гастроинтестиналног тракта, повећавају излучивање желудачаног сока, разлажу масти панкреаса и жучне кесе. Ефикасно лечење желудачаних и дуоденалних улкуса са кумисом на стадијуму после погоршања. Кумис бактерије имају негативан утицај на репродукцију и развој гнојних микроорганизама и Ешерихије коли.
На страни кардиоваскуларног система, кумис има позитиван утицај на састав и својства крви. Повећава садржај црвених крвних зрнаца и леукоцита, који се активно боре са свим страним микроорганизмима и бактеријама.
Код нервног система кумис има смирујући и релаксирајући ефекат, сан се нормализује, раздражљивост и хронични умор се смањују.
Кумис се користи код туберкулозе, скорбута, гастритиса, болести панкреаса, анемије, неурастеније, кардиоваскуларних болести и тифуса.
Поред хуманих болести, кумис се користи иу лечењу животиња - диспепсија, зарастање рана.
На бази лековитих својстава кумиса развијен је читав систем лечења - кумис третман.

## Кумис треатман
Кумис третман (кумисотерапија) представља употребу кумиса у медицинске сврхе. Смисао кумис третмана се своди на дозирану употребу кумиса према индивидуалном распореду, у комбинацији са климатотерапијом у посебно опремљеним одмаралиштима. Код кумис третмана треба значајно смањити нутритивну вредност основне прехране како би се спријечило вишак хране.
Први санаторијум за кумисотерапију организовао је 1858. године др. Н. В. Постников код Самарије. Постник је само у три речи изразио суштину деловања овог чудесног пића на људско тијело: "нутрит, роборат, еталтерат" - "храни, јача, обнавља". Касније је кумисотерапија организована у регији Волга, Бурјатија, Киргистан, Башкортостан. Кумис третман је спроведен у обичним медицинским установама у другим областима. Лав Толстој и А. П. Чехов су користили кумисотерапију. Организовани кумис третман спроведен је и у време трајања бившег СССР. Распадом Совјетског Савеза, престала је да постоји организована мрежа љечилишта која се баве кумис третманом.